# پارک ملی غارهای ناراکورته
پارک ملی غارهای ناراکورتهدر نزدیکی منطقه توریستی ساحل سنگ آهک (به انگلیسی: Limestone Coast) در جنوب شرقی استرالیای جنوبی واقع شده‌است . این پارک به علت داشتن مناطق فسیلی فراوان رسماً در سال ۱۹۹۴، همراه با ریورزلی در فهرست میراث جهانی قرار گرفت . این پارک دارای ۶ کیلومتر مربع مساحت و ۲۶ غار است که ۳٫۰۵ کیلومتر مربع آن در فهرست مناطق میراث جهانی قرار دارد .

## نگارخانه

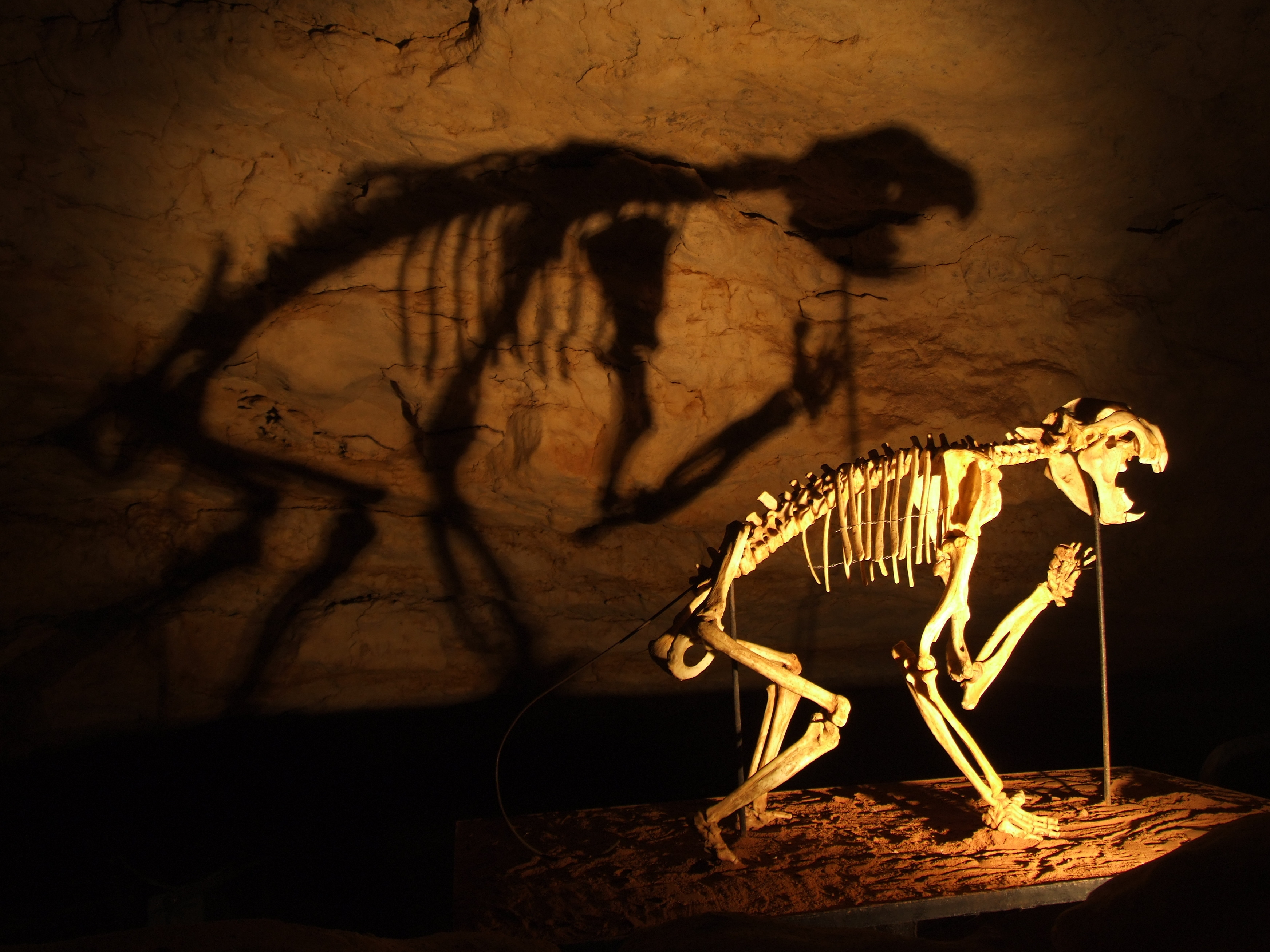
اسکلت به دست‌آمده از یک شیر کیسه‌دار منقرض‌شده